# Kościół Santissima Annunziata a Porta Procula
Kościół Santissima Annunziata a Porta Procula – zabytkowy kompleks złożony z klasztoru i kościoła znajdujący się w Bolonii we Włoszech.
Klasztor został założony w 1304 przez ormiańskich bazylianów. W 1475 świątynia przeszła w ręce franciszkanów, którzy wkrótce ją przebudowali. Charakterystyczną cechą kompleksu są XVI-wieczne krużganki, złożone z dziewiętnastu łuków udekorowanych freskami z 1619 roku. Wnętrze klasztoru zachowało gotycki styl z trzema nawami.